# I Will Always Love You
I Will Always Love You är en sång som Dolly Parton ursprungligen skrev och spelade in, och släppte på singel på den 6 juni 1974, och gjorde en nyinspelning släppt på singel den 23 juli 1982. Den 23 oktober 1992 släppte Whitney Houston en singel med en cover på den, till filmen Bodyguard. Den blev en hit och ännu mer framgångsrik än Dolly Partons version.
På Tracks blev Houstons version 1993 års femte största hit.
I Will Always Love You var också med i en reklamfilm för Wella Shampoo i New York år 2005.

## Dolly Partons versioner
Dolly Parton skrev låten 1973 om sin tidigare affärspartner och musikaliske mentor Porter Wagoner och spelade in den samma år. Låten är med på skivan Jolene och var den andra singeln från skivan efter titelspåret. Den nådde förstaplatsen på countrytopplistan. Parton gjorde en ny version av låten 1982 till filmen Det bästa lilla horhuset i Texas  och den toppade då åter countrytopplistan. 1995 spelade hon in den som duett med Vince Gill. Den versionen nådde plats 15 på topplistan.

## Whitney Houstons tolkning
1992 tolkade Whitney Houston låten på soundtrackalbumet till filmen Bodyguard, hennes filmdebut. Först skulle hon spelat in Jimmy Ruffins What Becomes of the Brokenhearted som första singel till The Bodyguard. Men när det upptäcktes att låten skulle användas till filmen Fried Green Tomatoes, bad Whitney Houston om en annan låt, och Kevin Costner spelade upp Linda Ronstadt version av I Will Always Love You från albumet Prisoner in Disguise 1975 för henne. Tillsammans med producenten David Foster omarrangerade Whitney Houston låten till en soulballad. Hennes skivbolag trodde inte att inledningen med a cappella skulle bli framgångsrik; men Whitney Houston och Kevin Costner insisterade att behålla a cappella-introt. Tenorsaxofonsoolot spelades av Kirk Whalum. Whitney Houstons inspelning är inte den enda versionen i filmen, i en scen där hon dansar med Kevin Costner, kan en version av John Doe höras spelas över en jukebox.

## Listplaceringar

### Dolly Parton
| Lista (1974)                                        | Topplaceringar |
| --------------------------------------------------- | -------------- |
| Kanadensiska RPM Country Tracks                     | 4              |
| Amerikanska Billboard Hot Country Songs             | 1              |
| Lista (1982)                                        | Topplacering   |
| Kanadensiska RPM Top Singles                        | 8              |
| Kanadensiska RPM Country Tracks                     | 1              |
| Amerikanska Billboard Hot 100                       | 53             |
| Amerikanska Billboard Hot Country Songs             | 1              |
| Amerikanska Billboard Hot Adult Contemporary Tracks | 17             |
| Lista (1995)                                        | Topplacering   |
| Kanadensiska RPM Country Tracks                     | 22             |
| Amerikanska Billboard Hot Country Songs             | 15             |

### Whitney Houston
| Lista (1993)                                        | Topplacering |
| --------------------------------------------------- | ------------ |
| Australiska singellistan                            | 1            |
| Österrikiska singellistan                           | 1            |
| Belgiska singellistan                               | 1            |
| Kanadensiska singellistan                           | 1            |
| Nederländska singellistan                           | 1            |
| Europeiska singellistan                             | 1            |
| Franska singellistan                                | 1            |
| Tyska singellistan                                  | 1            |
| Irländska singellistan                              | 1            |
| Italienska singellistan                             | 1            |
| Japanska singellistan                               | 5            |
| Nyzeeländska singellistan                           | 1            |
| Norska singellistan                                 | 1            |
| Svenska singellistan                                | 1            |
| Schweiziska singellistan                            | 1            |
| Brittiska singellistan                              | 1            |
| Amerikanska Billboard Hot 100                       | 1            |
| Amerikanska Billboard Hot Adult Contemporary Tracks | 1            |
| Amerikanska Billboard Hot R&B/Hip-Hop Songs         | 1            |

## Övrigt
- 2002 röstade Irak för att Saddam Hussein skulle förbli president. Saddam Hussein använde en arabisk version av I Will Always Love You inspelad av den syriska popsångaren Mayyada Bselees i sin valkampanj.[24]
- I Dansbandskampen 2008 framfördes låten av CC & Lee, som 2009 även förlade sin version till albumet Gåva till dig [25].

### Fotnoter
1. 1 2  . "I Will Always Love You". Dolly Parton. GB 10505.
2. 1 2 3  Canadian RPM Country Tracks
3. 1 2 3  ”Hot Country Songs”. Arkiverad från originalet den 26 maj 2009. https://web.archive.org/web/20090526071853/http://www.billboard.com/bbcom/charts/chart_display.jsp?g=Singles&f=Hot+Country+Songs. Läst 6 juni 2010.
4. ↑  Canadian RPM Top Singles
5. 1 2  ”Billboard Hot 100”. Arkiverad från originalet den 6 januari 2008. https://web.archive.org/web/20080106162106/http://www.billboard.com/bbcom/charts/chart_display.jsp?g=Singles&f=The+Billboard+Hot+100. Läst 6 juni 2010.
6. 1 2  ”Hot Adult Contemporary Tracks”. Arkiverad från originalet den 5 februari 2009. https://web.archive.org/web/20090205003911/http://www.billboard.com/bbcom/charts/chart_display.jsp?g=Singles&f=Hot+Adult+Contemporary+Tracks. Läst 6 juni 2010.
7. ↑  ”Australiska singellistan”. Arkiverad från originalet den 27 februari 2010. https://web.archive.org/web/20100227012255/http://www.ariacharts.com.au/pages/chartifacts.htm. Läst 6 juni 2010.
8. ↑  Österrikiska singellistan
9. ↑  Belgiska singellistan
10. ↑  Kanadensiska singellistan Arkiverad 1 juli 2005 hämtat från the Wayback Machine.
11. ↑  Nederländska singellistan
12. ↑  ”Europeiska singellistan”. Arkiverad från originalet den 25 maj 2009. https://web.archive.org/web/20090525060721/http://www.billboard.com/bbcom/charts/chart_display.jsp?g=Singles&f=European+Hot+100+Singles. Läst 6 juni 2010.
13. ↑  Franska singellistan Arkiverad 13 februari 2009 hämtat från the Wayback Machine.
14. ↑  ”Tyska singellistan”. Arkiverad från originalet den 21 augusti 2010. https://web.archive.org/web/20100821222725/http://www.worldcharts.co.uk/world%20charts/germany.htm. Läst 6 juni 2010.
15. ↑  Irländska singellistan Arkiverad 28 maj 2002 hämtat från the Wayback Machine.
16. ↑  Italienska singellistan Arkiverad 10 september 2007 hämtat från the Wayback Machine.
17. ↑  ホイットニー・ヒューストン-リリース-ORICON STYLE-ミュージック ”Högsta placering och listveckor för "I Will Always Love You" med Whitney Houston”. oricon.co.jp. Oricon Style. http://www.oricon.co.jp/music/release/d/58423/1/ ホイットニー・ヒューストン-リリース-ORICON STYLE-ミュージック. Läst 2 april 2010.
18. ↑  ”Nyzeeländska singellistan”. Arkiverad från originalet den 2 juni 2010. https://web.archive.org/web/20100602064853/http://www.rianz.org.nz/rianz/chart.asp. Läst 6 juni 2010.
19. ↑  Norska singellistan Arkiverad 22 juli 2011 hämtat från the Wayback Machine.
20. ↑  Svenska singellistan Arkiverad 23 december 2008 hämtat från the Wayback Machine.
21. ↑  Schweiziska singellistan Arkiverad 26 februari 2011 hämtat från the Wayback Machine.
22. ↑  ”Brittiska singellistan”. Arkiverad från originalet den 30 juli 2008. https://web.archive.org/web/20080730131136/http://www.theofficialcharts.com/top40_singles.php. Läst 6 juni 2010.
23. ↑  ”Hot R&B/Hip-Hop Songs”. Arkiverad från originalet den 2 oktober 2008. https://web.archive.org/web/20081002134026/http://www.billboard.com/bbcom/charts/chart_display.jsp?f=Hot+R%26B%2FHip-Hop+Songs&g=Singles. Läst 6 juni 2010.
24. ↑  ”The Story of How Dolly Parton's 'I Will Always Love You' Came to Be” (på engelska). Newsweek. 26 februari 2024. https://www.newsweek.com/story-how-dolly-partons-i-will-always-love-you-came-1873574. Läst 29 juli 2024.
25. ↑  Information i Svensk mediedatabas.